# اورکسو
اورکسو (انگلیسی: Orexo) شرکت داروسازی سوئدی است، که در سال ۱۹۹۵ تأسیس شد.